# August Nörmiger
August Nörmiger (* um 1560 in Dresden; † 1613 ebenda) war ein deutscher Komponist und Organist.
August (zuweilen auch Augustus) Nörmiger war Hoforganist in Dresden. Unsere wichtigste Quelle für sein musikalisches Schaffen ist ein handschriftliches Klavierbuch in deutscher Orgeltabulatur, das sogenannte Tabulaturbuch auff dem Instrumente, welches er 1598 für die Kurfürstin Sophie von Sachsen zusammenstellte. Bei dieser Sammlung handelt es sich wohl zu einem nicht unerheblichen Teil um Neusetzungen älterer Quellen. Dabei gibt Nörmiger allerdings keinerlei Hinweise auf das von ihm verwendete Material.